# Antyle Holenderskie na Zimowych Igrzyskach Olimpijskich 1988
Antyle Holenderskie na Zimowych Igrzyskach Olimpijskich 1988 reprezentowało dwóch zawodników, byli to sami mężczyźni (do Calgary pojechał ponadto jeden rezerwowy i jeden członek delegacji). Wystąpili oni w dwóch z trzynastu dyscyplin, tj. bobslejach i saneczkarstwie. Reprezentanci Antyli Holenderskich nie zdobyli żadnego medalu. Najwyższą pozycję zajęli bobsleiści Bart Carpentier Alting i Bart Drechsel, którzy byli 29. w dwójce mężczyzn. Był to pierwszy start reprezentacji Antyli Holenderskich na zimowych igrzyskach olimpijskich. Chorążym reprezentacji był Alting.
Młodszym z dwójki zawodników reprezentujących Antyle Holenderskie był startujący w bobslejach i saneczkarstwie Alting (33 lata i 339 dni), starszy zaś był startujący razem z nim w bobslejach Drechsel (35 lat i 149 dni). Dla obydwóch zawodników był to pierwszy start na zimowych igrzyskach olimpijskich.

## Tło startu
15 grudnia 1954 utworzono Antyle Holenderskie z dawnej holenderskiej kolonii Curaçao i Dependencje. Jednak Narodowy Komitet Olimpijski Antyli Holenderskich (NAOC) został utworzony już 23 marca 1931 roku. W 1950 roku został członkiem MKOL, a dwa lata później w Helsinkach sportowcy z Antyli zadebiutowali na letnich igrzyskach.
Do Calgary pojechało ogółem 3 reprezentantów Antyli Holenderskich. Oprócz Carpentiera Altinga i Drechsela, do Kanady pojechał też Abel Bos – rezerwowy bobsleista. Towarzyszył im też jeden członek delegacji (brak danych dot. imienia i nazwiska).

## Statystyki według dyscyplin
Spośród trzynastu dyscyplin sportowych, które Międzynarodowy Komitet Olimpijski włączył do kalendarza igrzysk, reprezentacja Antyli Holenderskich wzięła udział w dwóch. Najliczniejszą reprezentację kraj ten wystawił w bobslejach, gdzie wystąpiło dwóch zawodników.
| Lp      | Sport         | Mężczyźni | Kobiety | Łącznie |
| ------- | ------------- | --------- | ------- | ------- |
| 1       | Bobsleje      | 2         | 0       | 2       |
| 2       | Saneczkarstwo | 1         | 0       | 1       |
| Łącznie | Łącznie       | 2         | 0       | 2       |

## Wyniki

### Bobsleje
Antyle Holenderskie w bobslejach reprezentowali Bart Carpentier Alting i Bart Drechsel. Wystartowali oni w dwójce mężczyzn. Rywalizacja rozpoczęła się 20 lutego i przystąpiło do niej czterdzieści jeden ekip z dwudziestu trzech krajów. Uzyskiwali czasy odpowiednio: w pierwszym ślizgu – 59,60, drugim – 1:00,78, trzecim – 1:01,95 i czwartym – 1:01,40. Ich łączny czas wyniósł 4:03,73. Ostatecznie zajęli dwudziestą dziewiątą pozycję. Rywalizacja zakończyła się 20 lutego, którą ukończyło trzydzieści osiem dwójek. Zwyciężyła pierwsza dwójka Związku Radzieckiego (Władimir Kozłow/Jānis Ķipurs).
| Konkurencja     | Zawodnicy                            | Wyniki   | Czas łączny | 1. pomiar | 2. pomiar | 3. pomiar | 4. pomiar | 1. międ. | 2. międ. | 3. międ. | 4. międ. | Miejsce    | Źródło |
| --------------- | ------------------------------------ | -------- | ----------- | --------- | --------- | --------- | --------- | -------- | -------- | -------- | -------- | ---------- | ------ |
| Dwójki mężczyzn | Bart Carpentier Alting Bart Drechsel | 1. ślizg | 59,60       | 5,86      | 27,41     | 36,79     | 49,53     | 21,55    | 9,38     | 12,74    | 10,07    | 30         | [ 10 ] |
| Dwójki mężczyzn | Bart Carpentier Alting Bart Drechsel | 2. ślizg | 1:00,78     | 6,00      | 27,97     | 37,53     | 50,53     | 21,97    | 9,56     | 13,00    | 10,25    | 27         | [ 11 ] |
| Dwójki mężczyzn | Bart Carpentier Alting Bart Drechsel | 3. ślizg | 1:01,95     | 5,91      | 27,83     | 37,65     | 51,12     | 21,92    | 9,82     | 13,47    | 10,83    | 32         | [ 12 ] |
| Dwójki mężczyzn | Bart Carpentier Alting Bart Drechsel | 4. ślizg | 1:01,40     | 5,93      | 27,95     | 37,61     | 50,87     | 22,02    | 9,66     | 13,26    | 10,53    | 31         | [ 13 ] |
| Dwójki mężczyzn | Bart Carpentier Alting Bart Drechsel | Łącznie  | 4:03,73     |           |           |           |           |          |          |          |          | 29 (na 41) | [ 9 ]  |

### Saneczkarstwo
Bart Carpentier Alting wystartował także w saneczkarstwie, w konkurencji jedynek mężczyzn. Rywalizacja rozpoczęła się 14 lutego i przystąpiło do niej trzydziestu ośmiu zawodników. Antylczyk uzyskiwał czasy odpowiednio: w pierwszym ślizgu – 50,802, drugim – 53,468, trzecim – 53,501 i czwartym – 52,142. Łącznie uzyskał czas 3:29,913 i zajął 36. pozycję – ostatnią spośród wszystkich sklasyfikowanych zawodników (dwóch nie ukończyło). Rywalizacja zakończyła się 15 lutego, a zwyciężył w niej Jens Müller z Niemieckiej Republiki Demokratycznej.
| Konkurencja      | Zawodnik               | Wyniki   | Czas łączny | 1. pomiar | 2. pomiar | 3. pomiar | 1. międ. | 2. międ. | 3. międ. | Miejsce    | Źródło |
| ---------------- | ---------------------- | -------- | ----------- | --------- | --------- | --------- | -------- | -------- | -------- | ---------- | ------ |
| Jedynki mężczyzn | Bart Carpentier Alting | 1. ślizg | 50,802      | 9,428     | 25,648    | 39,612    | 16,220   | 13,964   | 11,190   | 37         | [ 16 ] |
| Jedynki mężczyzn | Bart Carpentier Alting | 2. ślizg | 53,468      | 9,414     | 25,743    | 41,455    | 16,329   | 15,712   | 12,013   | 37         | [ 17 ] |
| Jedynki mężczyzn | Bart Carpentier Alting | 3. ślizg | 53,501      | 9,503     | 25,845    | 41,468    | 16,342   | 15,623   | 12,033   | 35         | [ 18 ] |
| Jedynki mężczyzn | Bart Carpentier Alting | 4. ślizg | 52,142      | 9,611     | 26,367    | 40,779    | 16,756   | 14,412   | 11,363   | 35         | [ 19 ] |
| Jedynki mężczyzn | Bart Carpentier Alting | Łącznie  | 3:29,913    |           |           |           |          |          |          | 36 (na 38) | [ 15 ] |